# Burgtheater

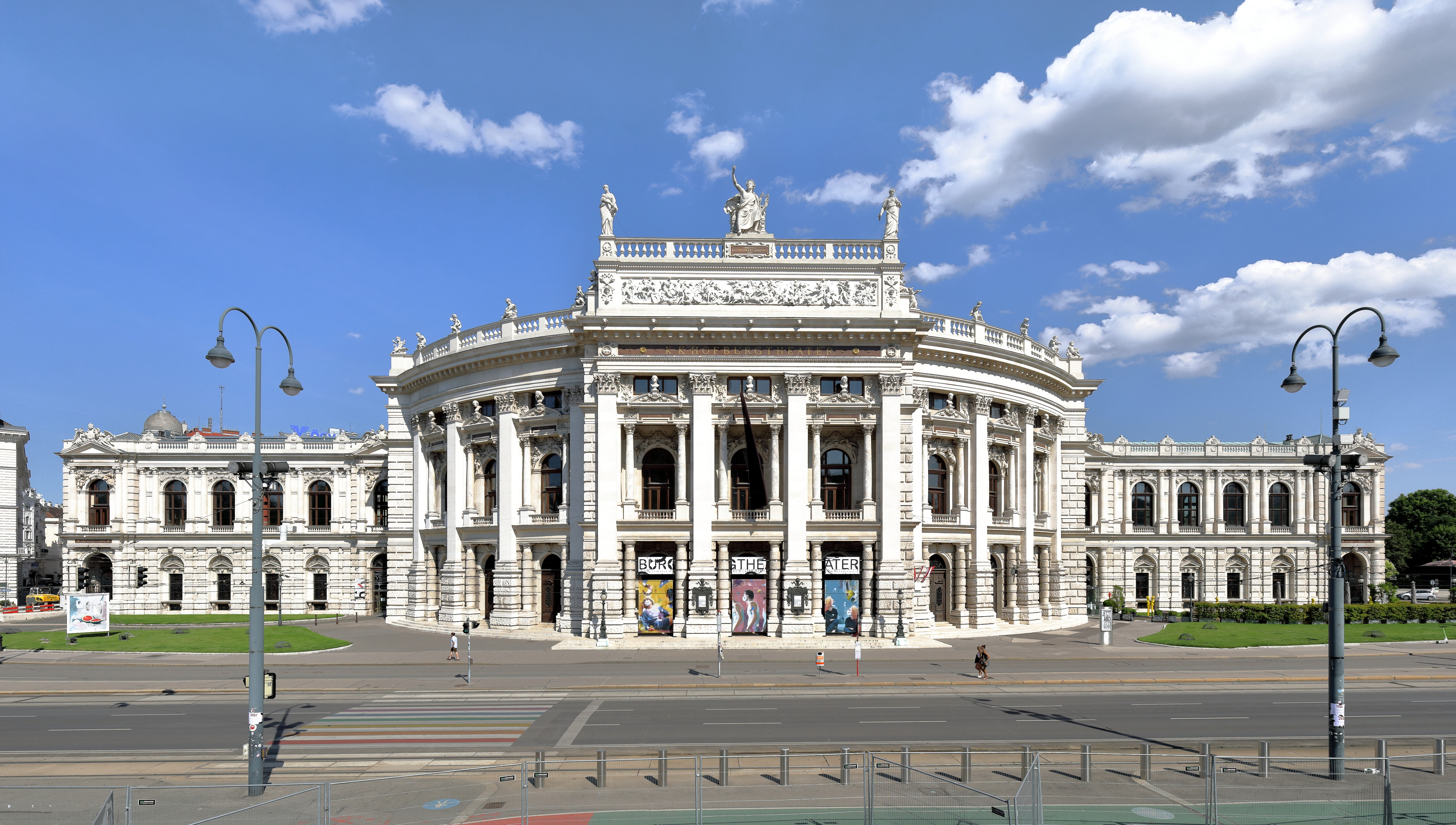
Het Burgtheater

Het Burgtheater is een theater in Wenen, dat in handen is van de Oostenrijkse overheid. De stijl en de taal van het Burgtheater zijn bepalend geweest voor de Duitstalige toneelwereld.
Het oorspronkelijke Burgtheater werd gebouwd in opdracht van Maria Theresia van Oostenrijk en werd in het jaar 1741 voltooid. Het gebouw lag aan de Michaelerplatz. In 1888 werd het theater verplaatst naar een locatie aan de Ringstraße, tegenover het Rathaus. Het oude theater werd gesloopt om plaats te maken voor een nieuwe vleugel van de Hofburg. Het nieuwe theatergebouw werd ontworpen door Gottfried Semper, die ook de Semperoper in Dresden bouwde, en Karl Freiherr von Hasenauer. De plafondschilderingen in de trappenhuizen werden gemaakt door Gustav Klimt, diens broer Ernst Klimt en Franz Matsch. Bij bombardementen in 1944-1945 werd het gebouw zwaar beschadigd. Het werd gerestaureerd en opende opnieuw zijn deuren in 1955.